# Marc Boulet
 (septembre 2022).
Si vous disposez d'ouvrages ou d'articles de référence ou si vous connaissez des sites web de qualité traitant du thème abordé ici, merci de compléter l'article en donnant les références utiles à sa vérifiabilité et en les liant à la section « Notes et références ».
Pour les articles homonymes, voir Boulet (homonymie).
Marc Boulet, né en 1959 à Paris, est un photographe-écrivain et un artiste plasticien français.

## Biographie
Diplômé de l'École nationale Louis-Lumière et de l'Institut national des langues et civilisations orientales. Il a travaillé comme interprète d'albanais pour le Ministère des Affaires étrangères. Il a aussi été producteur de rock, musicien dans un groupe de punk et chanteur de reggae.
Plasticien, photographe et auteur de romans policiers, il a par ailleurs écrit le livre Dans la peau d'un intouchable dénonçant le système des castes dans l'Inde contemporaine. En décrivant comment il s'est fait passer pour un Chinois du Xinjiang en 1985 et en 1986-1987, puis a vécu au sein de sa belle-famille chinoise dans les années 1990 et en 2007, il témoigne des évolutions de la Chine pendant une vingtaine d'années.

## Œuvre
- Dans la peau d'un Chinois, éditions Bernard Barrault, 1988
- Le Ventre de la Chine, éditions Bernard Barrault, 1990
- Dans la peau d'un intouchable, éditions du Seuil, 1994
- Ma famille chinoise, éditions du Seuil, 1998
- Dans la peau d'un…, éditions du Seuil, 2001
- L'Exequatur, Rivages/Noir, 2006
- La Vie en jaune : l'usage de la Chine, Denoël, 2008
- Le Roi de Pékin, Denoël, 2009
- Contrebandiers, Rivages/Noir, 2012[3]
- C'est arrivé en Chine, Rivages/Noir, 2014

## Expositions
- Création du Jardin Taiji, ou Jardin de l'origine du monde à la manière de Le Nôtre, pour Les Nouvelles Folies Françaises dans le Domaine national du Château de Saint-Germain-en-Laye (juin-octobre 2013)
- Création de la sculpture Zéro pour sens, pour le Musée d'histoire in-naturelle de Dario Ghibaudo dans le Château d'Oiron (juin-septembre 2015)
- Installation du Piège à hommes dans le musée Centrale For Contemporary Art, Bruxelles, Belgique (mars à août 2016)